# Joseph-Médard Emard
Joseph-Médard Emard, né le 1er avril 1853 à Saint-Constant-de-la-Prairie et mort le 28 mars 1927 à Ottawa, est un ecclésiastique canadien. Il est le premier évêque de Valleyfield ; il est devenu ensuite archevêque d'Ottawa.

## Biographie
Il est né à Saint-Constant, comté de Laprairie, le 31 mars 1853. Il était le fils de Médard Emard, instituteur du village, et de Mathilde Beaudin. L'un de ses frères, le Père Emard, était oblat de Marie. Un autre était avocat et a tenu une place importante, à Montréal, dans le monde de la politique et de la finance. Trois de leurs sœurs sont devenues religieuses. Le futur archevêque était l'aîné de la famille.
Le jeune Joseph-Médard n'avait encore que cinq ans quand ses parents allèrent se fixer à Saint-Hubert, où son père continuait à remplir ses fonctions d'instituteur. C'est là qu'il fit ses premières classes à l'école paternelle et se forma de bonne heure à la piété et au goût de l'étude. À 11 ans, en 1864, il commença, à Sainte-Thérèse, son cours classique, qu'il termina, de 1867 à 1872, au collège de Montréal.

### Prêtre
C'est à Montréal aussi qu'il vécut ses années de grand séminaire. Il y fut ordonné prêtre, par Édouard-Charles Fabre, le 10 juin 1876. Après quelques mois de vicariat à Saint-Enfant-Jésus du Mile End, il eut l'opportunité, réalisant un rêve qui lui était cher, d'aller suivre à Rome des cours supérieurs de théologie et de droit canonique. Élève du séminaire français de Santa Chiara — le collège canadien de Rome n'a été établi qu'en 1888 — il étudia au Collège romain et à l'Apollinaire, où les principaux professeurs étaient alors Palmieri, Mazella, De Angelis et Santi.
À l'été de 1880, ayant complété ses études romaines par un voyage en Terre sainte — dont il a publié le récit —, il revint au pays, muni de ses parchemins de docteur en théologie et en droit canonique. Édouard-Charles Fabre nomma l'abbé Emard vicaire à Saint-Joseph, l'église de la rue Richmond à Montréal. Ce ne fut que pour un an. À l'automne de 1881, il était appelé à l'évêché, au poste de vice-chancelier du diocèse. À la mort de M. le chancelier Harel, en juillet 1889, M. Emard lui succéda. Entre-temps, dès 1883, il collaborait activement à la rédaction de la Semaine religieuse, fondée cette année-là par un écrivain laïque, M. Dupuy, d'origine française.
En janvier 1889, M. Emard devenait le directeur officiel de ce périodique, dont on peut dire qu'il avait été, avec M. Dupuy, le cofondateur. En 1887, quand l'Université Laval établit à Montréal sa faculté des arts, M. Emard fut invité à y professer, en même temps que MM. Bruchési et Archambeault. On lui confia la chaire d'histoire ecclésiastique. À la réorganisation du chapitre de la cathédrale en 1891, M. Emard fut nommé chanoine titulaire.

### Évêque de Valleyfield
Le 5 avril 1892, le jour même où il créait le diocèse de Valleyfield, le pape Léon XIII nomma M. le chancelier Emard son premier évêque. Il fut ordonné le 9 juin suivant, par Édouard-Charles Fabre, dans la nouvelle cathédrale Sainte-Cécile avec comme co-consécrateurs Antoine Racine et Louis-Zéphirin Moreau. Il avait 39 ans, et il était prêtre depuis quinze ans.
Joseph-Médard Emard a administré le diocèse  de Valleyfield pendant trente ans, de 1892 à 1922. Durant la Grande Guerre, Rome avait nommé Joseph-Médard Emard évêque des soldats en campagne — episcopus castrensis — afin d'assurer, par son haut ministère, et sans qu'il quittât sa ville épiscopale, la juridiction ecclésiastique et la direction spirituelle nécessaire aux troupes canadiennes. En outre, autre distinction notable, Joseph-Médard Emard avait été élu, en 1920, membre de la Société royale du Canada.

### Archevêque d'Ottawa
En juin 1922, il fut promu au siège archiépiscopal d'Ottawa, et, le 20 septembre suivant, il en prit possession. Il était en même temps chancelier de l'université d'Ottawa. Il n'a été archevêque que pour quatre ou cinq ans. Il est mort, en effet, à Ottawa, le 28 mars 1927, à 74 ans.

## Succession apostolique
Joseph-Médard Emard a ordonné les évêques suivants :
- Archevêque Joseph-Eugène Limoges (1922)
- Évêque Louis Rhéaume, O.M.I. (1923)